# 卡利姆诺斯专区
卡利姆诺斯专区（希臘語：Περιφερειακή ενότητα Καλύμνου），是希腊南愛琴大區的一个专区。专区范围为佐澤卡尼索斯群島最北部及最西部的岛屿，包括卡利姆诺斯岛、萊羅斯島、帕特莫斯岛和阿斯蒂帕莱阿岛。专区首府为波夏。2021年人口数量为31,383人。

## 行政
在2011年卡利克拉提斯改革方案中，希腊所有州份被取消。佐泽卡尼索斯州分为包括卡利姆诺斯专区在内的4个专区。卡利姆诺斯专区下辖6个市镇（括号内为地图中的数字）：
- 阿加索尼西（2）
- 阿斯蒂帕莱阿（3）
- 卡利姆诺斯（1）
- 利普西（4）
- 莱罗斯（5）
- 帕特莫斯（6）